# Foveon X3
El Foveon X3 es un sensor CMOS de imagen, de la marca Foveon, formado por tres capas apiladas verticalmente: cada elemento de la matriz del sensor está formado por tres capas cada una de las cuales es sensible a uno de los colores primarios (RGB). 

## Principio de funcionamiento
Cada una de las diferentes longitudes de onda de los colores primarios se absorben en distintas capas, pues las ondas más largas (rojas) tienen una mayor profundidad de penetración en el silicio que las más cortas (azules). Mediante el uso de un filtro que bloquea la luz infrarroja, pero sin filtro de paso bajo (lo cual aumenta la extrema nitidez de que hacen gala), se consigue en las capas del sensor una sensibilidad al color similar a la de los conos del ojo humano. En la película fotográfica de color se emplea el mismo principio, que también emplea distintas capas sensibles al color, unas sobre otras.

## En comparación otros sensores
Habitualmente se utilizan sensores CMOS o CCD con una máscara de Bayer, de modo que un píxel de color se forma con 4 elementos sensores adyacentes que reciben distintos tonos y que luego se interpolan. Por el contrario en el sensor Foveon X3, cada elemento sensor recibe la información completa del color. Por ello la resolución es mayor que en los sensores convencionales a igual número de pixeles.
El sensor Foveon X3 es distinto en la forma de apilar los sensores rojo, verde y azul, pues lo hace uno sobre otro en lugar de colocarlas lado a lado como es el caso del filtro de Bayer. Esto quiere decir que, en lugar de limitarse a una componente de color, cada elemento del sensor puede resolver todo un color suprimiendo la interpolación de los datos de color.
Una propiedad interesante del Foveon X3 es que un mayor porcentaje de los fotones que entran en la cámara serán detectados por el fotosensor; en principio lo serán casi todos frente al tercio que con los otros sensores bayer. 
Resulta también interesante el hecho teórico de que mientras los sensores CCD y CMOS de filtro Bayer tienen una mayor resolución de luminancia que de color (captan mejor los matices de iluminación que de color), en el chip Foveon X3 las dos resoluciones son teóricamente iguales. Así por ejemplo, la Sigma SD10, que produce ficheros RAW de 3.4 Millones de pixeles RGB (2268×1512), es anunciada como una cámara equivalente a 10.2 Mpx (2268×1512×3), algunas veces con la aclaración 3.4 Mpx Rojo + 3.4 Mpx Verde + 3.4 Mpx Azul; sin embargo una cámara de mosaico Bayer de 8 Mpx podría del mismo modo aclarar: 2 Mpx Rojo + 4 Mpx Verde + 2 Mpx Azul. Es por esto que existe una cierta controversia con respecto a la cuantificación de la mejora que supone este sistema realmente.
Otras ventajas del sensor Foveon X3 son la reducción de artefactos, la obtención de un color más real y un detallado de texturas más ajustado. Según algunos como desventaja tiene una alta producción de ruido en fotografías de exposiciones largas, pero otros análisis parecen concluir que tanto su rango dinámico, su riqueza cromática y la producción de ruido son mejores en este tipo de sensor (Análisis de la Sigma DP2 en Quesabesde.com).

## Aplicaciones
A principios del año 2010 las únicas cámaras fotográficas que equipan el sensor Foveon X3 son las Sigma SD14 réflex y las compactas Sigma DP1 y DP2. En septiembre de 2008 Sigma anunció el desarrollo del modelo SD15, que sucederá al SD14 pero que también equipara sensor Foveon X3.
En la feria Photokina (Colonia, Alemania) de septiembre de 2010, anuncia la Sigma SD1. En 2013, tenemos la SD1 Merrill, con 46 Mpx y un sensor de 18×24.
https://web.archive.org/web/20101004114800/http://www.sigmaphoto.com/news/sigma-sd-1